# Timorgrönduva
Timorgrönduva (Treron psittaceus) är en starkt utrotningshotad fågel i familjen duvor som förekommer i Små Sundaöarna.

## Utseende och läten
Timorgrönduva är en medelstor (28 cm), trädlevande grön duva. Hanen är grågrön, mer bjärt färgad på strupe samt över- och undergump. Vingarna är gråsvarta med gulkantade täckare. Stjärten är grå med mörkare band och grönt centralt. Honan är mattare grön med ljusare kanter på vingtäckarna. Lätet består av sex till sju accelererande men fallande toner som i engelsk litteratur åter ges "see-saw", därefter en mix av ljusa, bubblande och gurglande ljud.

## Utbredning och systematik
Timorgrönduvan förekommer i låglänta områden i östra Små Sundaöarna (Timor, Roti och Semau). Den behandlas som monotypisk, det vill säga att den inte delas in i några underarter.

## Status och hot
Timorgrönduvan har en liten världspopulation bestående av uppskattningsvis endast 6600–2 200 vuxna individer. Den tros också minska i antal till följd av habitatförlust och även jakt, åtminstone på Roti. Fågeln är därför upptagen på internationella naturvårdsunionen IUCN:s röda lista över hotade arter, kategoriserad som starkt hotad (EN).